# Nemzeti Kajak-kenu és Evezős Olimpiai Központ
A Nemzeti Kajak-kenu és Evezős Olimpiai Központ (korábban: Gróf Széchenyi István evezőspálya) ismertebb nevén Maty-ér egy Szeged mellett található kajak-kenu és evezős versenypálya. Ezen kívül használják triatlon- és horgászversenyek lebonyolítására is.
A kajak-kenu és evezős pályát 1979 és 1981 között készítették el. A megnyitó 1981. június 27-én volt. A pálya hossza 2400 m, szélessége 140 m. A bemelegítésre a versenypályától elkülönített vízfelület áll rendelkezésre. A 2011-es kajak-kenu vb-re a központot teljesen felújították. Erre a vb-re összesen 11 000 ülőhely áll a nézők rendelkezésére.
2018-ban újabb felújítás kezdődött. Az osztószigethez 130 méteres hidat építettek, így a pálya triatlonversenyek lebonyolítására is alkalmas lett és a televíziós kamerák is ide kerültek át. Felújították a pályához vezető utakat és nőtt a parkolók kapacitása. A fő lelátó teljesen fedett lett, megújult a céltorony, a sajtóközpont és a versenypálya infrastruktúrája. A felújítás tervezett költsége 2018-ban 1,8 milliárd forint volt. A beruházás végösszege 5 milliárd forint lett.

## Versenyek
- 1989 ifjúsági evezős vb
- 1991 édesvízi horgász vb
- 1998-as síkvízi kajak-kenu világbajnokság
- 2002 síkvízi felnőtt kajak-kenu Eb
- 2005 síkvízi ifjúsági kajak-kenu vb
- 2005 európai masters kajak-kenu bajnokság
- 2006-os síkvízi kajak-kenu világbajnokság
- 2007 kajak-kenu világkupa
- 2008 kajak-kenu világkupa
- 2008 ifi és U23 Eb
- 2009 kajak-kenu világkupa
- 2010 kajak-kenu világkupa
- 2010 ICF sárkányhajó vb
- 2011. Olimpiai kvalifikációs kajak-kenu világbajnokság
- 2011-es síkvízi kajak-kenu világbajnokság
- 2013 IDBF sárkányhajó világbajnokság
- 2013 kajak-kenu világkupa
- 2014 kajak-kenu világkupa
- 2014 kajak-kenu ifjúsági és U23-as világbajnokság
- 2017 ECA Sárkányhajó Eb
- 2018 IDBF Sárkányhajó vb
- 2019-es gyorsasági kajak-kenu világbajnokság
- 2024-es evezős-Európa-bajnokság